# بخشش (فیلم ۱۹۹۵)
بخشش یا رحمت (به انگلیسی: Mercy) فیلمی محصول سال ۱۹۹۵ و به کارگردانی ریچارد شپارد است. در این فیلم بازیگرانی همچون جان روبینستاین و سم راکول ایفای نقش کرده‌اند.